# Cmentarz żydowski w Górznie
Cmentarz żydowski w Górznie – kirkut powstał na początku XIX wieku, w północnej części miejscowości (dzisiaj ulica Cmentarna). W 1866 zajmował powierzchnię 0,0831 hektarów. W czasie II wojny światowej został zniszczony przez nazistów. Na jego miejscu mieści się obecnie parking i dom mieszkalny.